# Comes
Comes (lat., af con+eo, går med, ledsager; flertal comites)
kaldtes hos romerne oprindelig medlemmer af
statholderens følge (cohors), når han drog til sin
provins.
I kejsertiden blev det fast skik, at
kejseren på rejser medtog et vist antal
højtstående venner som en art råd, især ved
retslige afgørelser (comites augusti); de fik
løn, og stillingen blev efterhånden fastere, så
at der heraf udviklede sig et også i Rom
fungerende statsråd (consistorium). Tillige blev comes
fast benævnelse dels på et par af ministrene:
comes sacrarum largitionum (finansminister), comes rei privatae
(domæneminister), dels på visse højere
embedsmænd, både civile og militære (comes stabuli,
den kejserlige staldmester, osv.) af en
bestemt rang; titlen blev også givet til udtjente
embedsmænd.
Af den romerske brug af ordet har den
middelalderlige betydning greve udviklet sig.
Anden betydning
I en fuga kan motivet "flygte" fra stemme til stemme: fra dux (fører) til comes ("følgesvend")